# Сусанинский сельский совет
Сусанинский сельский совет (укр. Сусанінська сільська рада, крымскотат. Büyük Buzav köy şurası), согласно законодательству Украины — административно-территориальная единица в составе Первомайского района Автономной Республики Крым.
Время учреждения сельсовета пока не установлено: на 15 июня 1960 года он уже существовал.
Население по переписи 2001 года составляло 1456 человек.
К 2014 году состоял из 3 сёл:
- Сусанино
- Панфиловка
- Ровное

## История
Сусанинский сельский совет, судя по доступным историческим документам, был создан в 1950-х годах: на 15 июня 1960 года он уже существовал и включал населённые пункты:

| - Николаевка - Панфиловка | - Просторное - Ровное | - Сусанино - Урожайное |

Указом Президиума Верховного Совета УССР «Об укрупнении сельских районов Крымской области», от 30 декабря 1962 года был упразднён Первомайский район и село присоединили к Красноперекопскому. 8 декабря 1966 года был восстановлен Первомайский район, к 1 января 1968 года ликвидирована Николаевка, к 1 января 1977 года — Просторное. Между 1 июня 1977 года (на эту дату село ещё числилось в составе совета) и 1985 годом упразднено Урожайное (в перечнях административно-территориальных изменений после этой даты не упоминается). С 12 февраля 1991 года сельсовет в восстановленной Крымской АССР, 26 февраля 1992 года переименованной в Автономную Республику Крым. С 21 марта 2014 года в составе Крыма аннексирован Россией. Законом «Об установлении границ муниципальных образований и статусе муниципальных образований в Республике Крым» от 4 июня 2014 года территория административной единицы была объявлена муниципальным образованием со статусом сельского поселения.